# (Tanto)³
(Tanto)³, conosciuto anche come Tanto, è un singolo del cantautore italiano Jovanotti, pubblicato il 29 aprile 2005 come primo estratto dal sedicesimo album in studio Buon sangue.

## Descrizione
Il brano è stato prodotto da Michele Canova Iorfida e da DJ Stylophonic.
La canzone originale è caratterizzata da un faccia a faccia domanda-risposta, in cui Jovanotti riveste i panni sia dell'interrogatore che dell'interrogato.
Jovanotti con (Tanto)³ ha partecipato al Festivalbar 2005, vincendo il premio per la miglior performance. La sera della premiazione ha presentato in anteprima il successivo singolo (che sarebbe diventato un altro successo): Mi fido di te.
Esiste anche una versione di (Tanto)³ cantata da Jovanotti in coppia con Leone Di Lernia.

## Video musicale
Il videoclip, che è stato trasmesso per la prima volta in TV il 23 maggio 2005, mostra Jovanotti, protagonista ed unico interprete, mentre vaga nel deserto e viene disturbato ed interrogato da un Jovanotti gigante. Il video continua con il disperato tentativo del piccolo Jovanotti di scappare, mentre il grande continua imperterrito a fargli le domande presenti nella canzone. Alla fine riesce ad andarsene non rispondendo più alle domande, ma porgendo lui una domanda al gigante: «E tu come stai?», con l'altro che si guarda intorno spaesato.
Il video di (Tanto)³ ha vinto il premio come miglior video italiano del 2005.
È stato girato sulla spiaggia romana di Capocotta.

## Tracce
1. (Tanto)³
2. (Tanto)³ (Alex Neri & Stefano Fontana Remix) (Vocal)
3. (Tanto)³ (Alex Neri & Stefano Fontana Remix) (Dub)
4. (Tanto)³ (Ancora Di Più Version)

## Classifiche
Il 12 maggio 2005 il singolo ha debuttato alla posizione numero 7 della classifica italiana. Ha raggiunto la posizione numero 6, la sua posizione più alta, dopo sei settimane in classifica, rimanendoci una settimana. Ha passato sedici settimane nella top 20 italiana e venti nella classifica generale.
| Classifica (2005) | Posizione massima |
| ----------------- | ----------------- |
| Italia            | 6                 |